# Sajenek (przystanek kolejowy)
Sajenek – zlikwidowany przystanek kolejowy na linii kolejowej nr 40, w województwie podlaskim, w Polsce. 
Przystanek znajdował się na 59,900 kilometrze linii w pobliżu dawnej wsi Sajenek (obecnie części Augustowa), otoczony ze wszystkich stron lasami Puszczy Augustowskiej.